# Prairie School Freakout
Prairie School Freakout è il secondo (e primo album completo) della band americana di Chicago Eleventh Dream Day, originariamente pubblicato su Amoeba Records nel 1988.
Secondo le note di copertina originali, l'album "è stato registrato in una calda giornata di allerta per l'inquinamento nel luglio a Louisville, Kentucky, ed è stato realizzato in un luogo chiamato "Artist Recording Service". "Abbiamo registrato 15 brani tra le 23:00 e le 5:00 : 00:00, la metà del tempo trascorso a cercare di risolvere il ronzio scatenato proveniente dall'amplificatore di Rick. Alla fine ci siamo arresi e abbiamo deciso di fare dell'amplificatore il tema del disco."
Neil Young & Crazy Horse, The Dream Syndicate, X, Television e "l'energia iconoclasta della scena hardcore-punk americana" sono stati riconosciuti da molti come un'influenza sul suono dell'album. "Comes with a Smile" considera l'album "l'anello mancante tra tentacolare rock degli anni settanta e i primi anni ottanta post-punk". Pitchfork ha notato "una sovrabbondanza di fervore post-adolescenziale" nella musica. Popmatters considera l'album "un perfetto foraggio stradale nel suo inimitabile modo", notando temi relativi alla guida nei suoi testi e un suono altrettanto suggestivo nella musica (citando la traccia Driving Song come esempio). Dusted scrive che "l'approccio della band" è riassunto nella sua traccia di apertura Watching the Candles Burn: "chitarre duellanti che si alternano selvaggiamente tra una striscia countryish e assoli rumorosi e semi-improvvisati; il canto amelodico, quasi aggressivo di Rick Rizzo; un generale senso di ruota libera, energia giovanile."
L'album ha ricevuto elogi critici alla sua uscita, portando infine la band all'attenzione della Atlantic Records.
Sean Westergaard di Allmusic ha scritto che mentre la band" ha continuato a costruire album complessivi migliori [...] non hanno mai suonato più duramente di quanto non lo fosse su Prairie School Freakout. Questo album fuma." Negando la loro mancanza di successo rispetto ai loro coetanei, Noel Gardner dei Drowned in Sound ha scritto che l'album "è un disco migliore di qualsiasi cosa dei The Flaming Lips, Yo La Tengo, Mercury Rev o Pavement - tutti allo stesso modo venerabili, tutti enormemente più bancabili - siano mai stati pubblicati". Il Times ha definito l'album "uno di quei dischi in gran parte sconosciuti che merita una seconda possibilità di trovare il suo posto in cima alla tua lista di album preferiti di tutti i tempi."
Spin lo ha inserito nella lista dei '80 Excellent Records degli anni '80 '. Il blog musicale "Fast n Bulbous" lo classifica come il decimo album indipendente più grande di tutti i tempi.

## Tracce
1. "Watching the Candles Burn" (Figi) – 4:01
2. "Sweet Smell" (Bean) – 4:37
3. "Coercion" (Bean) – 3:47
4. "Driving Song" (Figi) – 4:09
5. "Tarantula" (Rizzo) – 5:36
6. "Among the Pines" (Rizzo) – 6:24
7. "Through My Mouth" (McCombs) – 4:57
8. "Beach Miner" (Bean/Rizzo) – 3:42
9. "Death of Albert C. Sampson" (Bean) – 4:44
10. "Life on A String" (Rizzo) – 5:04